# جان سلاکو
جان سلاکو (به انگلیسی: John Salako) بازیکن فوتبال زادهٔ ۱۱ فوریه ۱۹۶۹ اهل کشور انگلستان که سابقهٔ بازی در تیم ملی فوتبال انگلستان را در کارنامهٔ خود دارد. وی در تاریخ ۱ ژوئن ۱۹۹۱ نخستین بازی ملی خود را در مقابل تیم ملی فوتبال استرالیا انجام داد و با حضور در ۵ بازی ملی، در تاریخ ۱۱ سپتامبر ۱۹۹۱ واپسین بازی ملی‌اش را در برابر تیم ملی فوتبال آلمان انجام داد.